# Sporiš
Sporiš (šporiš, lat. Verbena), biljni rod dvogodišnjeg raslinja i trajnica iz porodice Verbenaceae (sporiševke). Pripada mu pedesetak vrsta, od kojih ljekoviti sporiš (V. officinalis), raste i u Hrvatskoj.
Ime sporiš dan je i rodu Achillea (stolisnik, kunica, hajdučka trava)

## Opis
Verbena ili sporiš iz porodice Verbenaceae, su vrste od kojih većina potječe iz tropske i suptropske Amerike. Većina su trajnice, iako su neke jednogodišnje. Obično imaju nasuprotne listove koji su nazubljeni, režnjeviti ili rascijepljeni. Cvjetovi su mali do srednje veličine i često se nalaze na klasovima.
Dok su sve vrste verbene prije bile ograničene rodom Verbena, taksonomska revizija dovela je do svrstavanja nekih vrsta u srodni rod Glandularia. Obična vrtna verbena (Glandularia ×hybrida, ranije Verbena hybrida) puzava je biljka četvrtaste stabljike koja nosi plosnate glavice cvjetova nalik floksu u nizu boja. “Ružičasta verbena” (Glandularia canadensis, ranije V. canadensis), također se ponekad uzgaja za vrtno cvijeće.. 
Sporiši se bez roda Glandularia sastoje od 57 vrsta (bez hibrida). U rod Glandularia uključene su 92 vrste,  Kew ga tretira kao sinonim za Verbena.

## Vrste
1. Verbena alata Cham.
2. Verbena bonariensis L.
3. Verbena bracteata Cav. ex Lag. & Rodr.
4. Verbena brasiliensis Vell.
5. Verbena californica Moldenke
6. Verbena calinfera G.L.Nesom
7. Verbena canescens Kunth
8. Verbena caniuensis Moldenke
9. Verbena carolina L.
10. Verbena cloverae Moldenke
11. Verbena delicatula Mart. & Zucc.
12. Verbena demissa Moldenke
13. Verbena ehrenbergiana Schauer
14. Verbena ephedroides Cham.
15. Verbena falcata G.L.Nesom
16. Verbena filicaulis Schauer
17. Verbena gemmea Uelman; otkrivena 2024.
18. Verbena glabrata Kunth
19. Verbena goyazensis Moldenke
20. Verbena gracilescens (Cham.) Herter
21. Verbena gracilis Desf.
22. Verbena grisea B.L.Rob. & Greenm.
23. Verbena halei Small
24. Verbena hastata L.
25. Verbena hirta Spreng.
26. Verbena hispida Ruiz & Pav.
27. Verbena intermedia Gillies & Hook.
28. Verbena jessicae Nesom & G.S.Hinton
29. Verbena lasiostachys Link
30. Verbena lindbergii Moldenke
31. Verbena litoralis Kunth
32. Verbena livermorensis B.L.Turner & G.L.Nesom
33. Verbena macdougalii A.Heller
34. Verbena macrodonta L.M.Perry
35. Verbena madrensis G.L.Nesom
36. Verbena menthifolia Benth.
37. Verbena moctezumae G.L.Nesom & T.Van Devender
38. Verbena montevidensis Spreng.
39. Verbena moranii G.L.Nesom
40. Verbena neomexicana (A.Gray) Small
41. Verbena officinalis L.
42. Verbena ovata Cham.
43. Verbena perennis Wooton
44. Verbena pinetorum Moldenke
45. Verbena plicata Greene
46. Verbena rigida Spreng.
47. Verbena sagittalis Cham.
48. Verbena scabra Vahl
49. Verbena simplex Lehm.
50. Verbena sphaerocarpa L.M.Perry
51. Verbena stricta Vent.
52. Verbena supina L.
53. Verbena townsendii Svenson
54. Verbena urticifolia L.
55. Verbena valerianoides Kunth
56. Verbena villifolia Hayek
57. Verbena xutha Lehm.
58. Verbena ×allenii Moldenke
59. Verbena ×bingenensis Moldenke
60. Verbena ×blanchardii Moldenke
61. Verbena ×clemensiorum Moldenke
62. Verbena ×deamii Moldenke
63. Verbena ×engelmannii Moldenke
64. Verbena ×goodmanii Moldenke
65. Verbena ×illicita Moldenke
66. Verbena ×moechina Moldenke
67. Verbena ×perriana Moldenke
68. Verbena ×perturbata Moldenke
69. Verbena ×rydbergii Moldenke
70. Verbena ×stuprosa Moldenke